# Черёмушка (Бескарагайский район)
Черёмушка (каз. Черемушка) — село в Бескарагайском районе Абайской области Казахстана. Входит в состав Долонского сельского округа. Находится примерно в 40 км к юго-западу от районного центра, села Бескарагай. Код КАТО — 633641400.

## Население
В 1999 году население села составляло 292 человека (142 мужчины и 150 женщин). По данным переписи 2009 года, в селе проживал 161 человек (80 мужчин и 81 женщина).